# Sketch

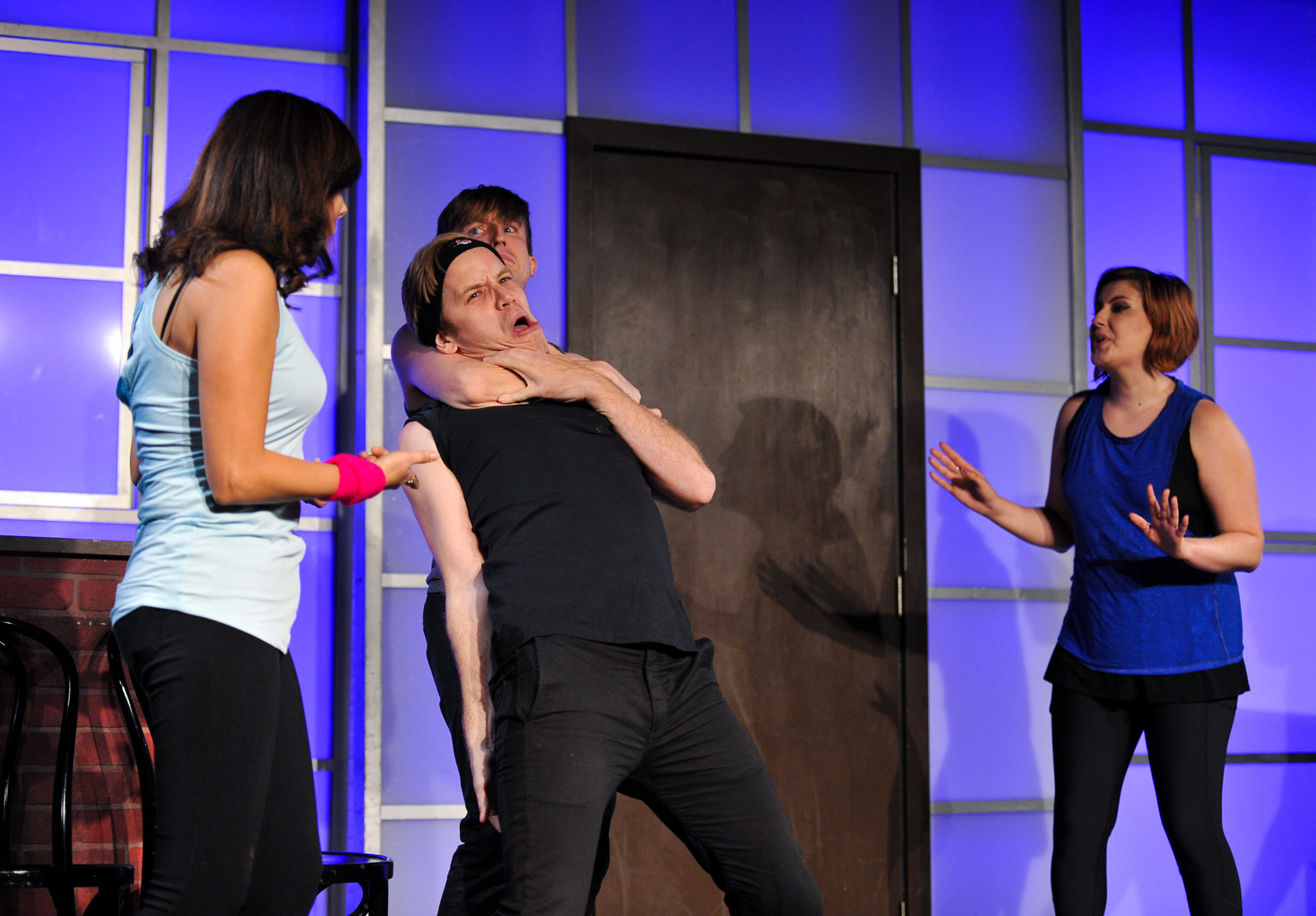
Los actores de Nightmare on Overwhelmed Street actuando en 2018.

Un sketch (traducible como «escena», «número», «pieza» o «cuadro cómico») es una escena, generalmente humorística, que dura entre uno y cinco minutos aproximadamente. En ella participan actores o comediantes y puede ser montada en un teatro o difundida por televisión e internet.
Los sketches, que solían usarse en los vodeviles, han sido incorporados a espectáculos de variedades, programas cómicos, entretenimiento para adultos, talk shows (en Español, «programa de entrevistas») y algunos programas infantiles, como Sesame Street.
A menudo, el sketch es improvisado por los actores la primera vez que se realiza y el resultado de esto es posteriormente transcrito a modo de libreto. No obstante, la improvisación no se practica necesariamente en todas las ocasiones.

## Historia
Los sketches tienen su origen en los vodeviles y en los music halls, donde un gran número de breves, pero hilarantes actos eran exhibidos uno tras otro para formar un programa mayor. En Inglaterra, las escenas pasaron del escenario a las emisoras de radio y de éstas a la televisión.
Históricamente, los sketches no estaban relacionados entre sí, pero más recientemente se ha impuesto la moda de reunir todos los actos bajo un mismo tema, con personajes recurrentes que aparecen más de una vez. Esta idea fue tomada del cuarteto británico The League of Gentlemen, cuyos sketches narran las historias de los habitantes del pueblo ficticio de Royston Vasey.
En los Estados Unidos, los sketches contemporáneos son la consecuencia de las improvisaciones de los años 1970. Por el contrario, los actos británicos han sido desarrollados mayoritariamente gracias a la escritura, con autores que, a menudo, trabajan en parejas.
Algunos grupos contemporáneos que realizan notables sketches sobre escenarios son The Second City, Upright Citizens Brigade y The Groundlings. Los programas de televisión que más se destacan con sus breves escenas cómicas son Saturday Night Live, Mad TV e In Living Color, entre otros.
Una de las últimas tendencias de la comedia con sketches es distribuirlas a través de internet. Las escenas creadas por aficionados y profesionales son vistas por millones de personas en sitios como YouTube, Super Deluxe e iFilm.

## Festivales
Muchos espectáculos revisteriles en Gran Bretaña incluyeron temporadas en el Festival Edinburgh Fringe.
Desde 1999, el creciente desarrollo de la comedia sketch causó la creación de diversos festivales en ciudades de Estados Unidos y Canadá: Nueva York, San Francisco, Seattle, Chicago, Los Ángeles, Montreal, Toronto, Boston, Vancouver y Portland, Oregón.

## Aficionados
Además de los grupos teatrales profesionales, existe una tradición de entretenimiento amateur. Su misión es divertir a la multitud cuando, por ejemplo, se necesita reunir dinero y no hay profesionales disponibles.